# Perur, Coimbatore
Perur là một thị xã panchayat của quận Coimbatore thuộc bang Tamil Nadu, Ấn Độ.

## Địa lý
Perur có vị trí 10°58′B 76°54′Đ / 10,97°B 76,9°Đ Nó có độ cao trung bình là 418 mét (1371 feet).

## Nhân khẩu
Theo điều tra dân số năm 2001 của Ấn Độ, Perur có dân số 7937 người. Phái nam chiếm 50% tổng số dân và phái nữ chiếm 50%. Perur có tỷ lệ 69% biết đọc biết viết, cao hơn tỷ lệ trung bình toàn quốc là 59,5%: tỷ lệ cho phái nam là 76%, và tỷ lệ cho phái nữ là 61%. Tại Perur, 10% dân số nhỏ hơn 6 tuổi.